# Heterospilus orientalis
Heterospilus orientalis är en stekelart som beskrevs av Sergey A. Belokobylskij 1983. Heterospilus orientalis ingår i släktet Heterospilus och familjen bracksteklar. Inga underarter finns listade i Catalogue of Life.